# Seseli turbinatum
Seseli turbinatum är en flockblommig växtart som beskrevs av Jevgenij Korovin. Seseli turbinatum ingår i släktet säfferötter, och familjen flockblommiga växter. Inga underarter finns listade i Catalogue of Life.